# Ветшиховиці (Малопольське воєводство)
Ветшиховіце (пол. Wietrzychowice) — село в Польщі, у гміні Ветшиховиці Тарновського повіту Малопольського воєводства.
Населення — 649 осіб (2011).
У 1975-1998 роках село належало до Тарновського воєводства.

## Демографія
Демографічна структура станом на 31 березня 2011 року:
|          | Загалом | Допрацездатний вік | Працездатний вік | Постпрацездатний вік |
| -------- | ------- | ------------------ | ---------------- | -------------------- |
| Чоловіки | 309     | 54                 | 217              | 38                   |
| Жінки    | 340     | 52                 | 198              | 90                   |
| Разом    | 649     | 106                | 415              | 128                  |